# Yongxi, Chongqing
Yongxi (kinesiska: 雍溪) är en köping i sydvästra Kina. Den ligger i stadsdistriktet Dazu i storstadsområdet Chongqing, omkring 61 kilometer väster om det centrala stadsdistriktet Yuzhong. Antalet invånare är 15 213. Befolkningen består av 7 595 kvinnor och 7 618 män. Barn under 15 år utgör 19,0 %, vuxna 15-64 år 62 %, och äldre över 65 år 18,0 %.